# 79th (Metro de Chicago)
79th es una estación en la línea Roja del Metro de Chicago. La estación se encuentra localizada en 15 West 79th Street en Chicago, Illinois. La estación 79th fue inaugurada el 28 de septiembre de 1969.  La Autoridad de Tránsito de Chicago es la encargada por el mantenimiento y administración de la estación. 

## Descripción
La estación 79th cuenta con 1 plataforma central y 2 vías. 

## Conexiones
La estación es abastecida por las siguientes conexiones: 
- Rutas del CTA Buses: #8A South Halsted #24 Wentworth #29 State #75 74th-75th #79 79th (nocturno)